# Dry Creek (Alaska)
Dry Creek és una concentració de població designada pel cens dels Estats Units a l'estat d'Alaska. Segons el cens del 2000 tenia 128 habitants.

## Demografia
Segons el cens del 2000, Dry Creek tenia 128 habitants, 37 habitatges, i 30 famílies La densitat de població era de 0,3 habitants/km².
Dels 37 habitatges en un 54,1% hi vivien nens de menys de 18 anys, en un 78,4% hi vivien parelles casades, en un 2,7% dones solteres, i en un 18,9% no eren unitats familiars. En el 13,5% dels habitatges hi vivien persones soles el 5,4% de les quals corresponia a persones de 65 anys o més que vivien soles. El nombre mitjà de persones vivint en cada habitatge era de 3,46 i el nombre mitjà de persones que vivien en cada família era de 3,87.
Per edats la població es repartia de la següent manera: un 43,8% tenia menys de 18 anys, un 4,7% entre 18 i 24, un 29,7% entre 25 i 44, un 14,1% de 45 a 60 i un 7,8% 65 anys o més.
L'edat mediana era de 26 anys. Per cada 100 dones hi havia 106,5 homes. Per cada 100 dones de 18 o més anys hi havia 94,6 homes.
La renda mediana per habitatge era de 12.500 $ i la renda mediana per família de 10.000 $. Els homes tenien una renda mediana de 46.250 $ mentre que les dones 0 $. La renda per capita de la població era de 7.780 $. Aproximadament el 62,5% de les famílies i el 69,4% de la població estaven per davall del llindar de pobresa.

## Poblacions més properes
El següent diagrama mostra les poblacions més properes.